# Vatikanischer Obelisk

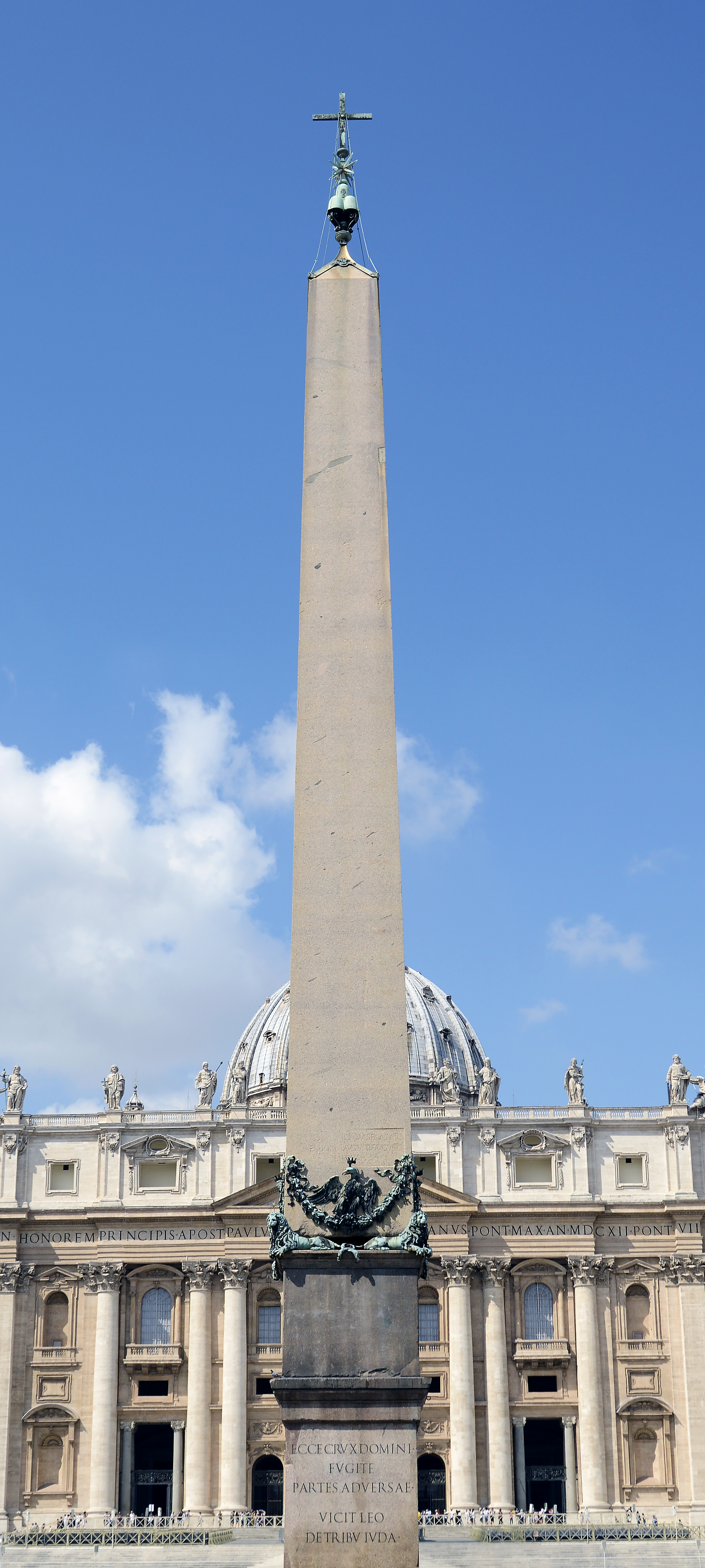
Der Obelisk auf dem Petersplatz

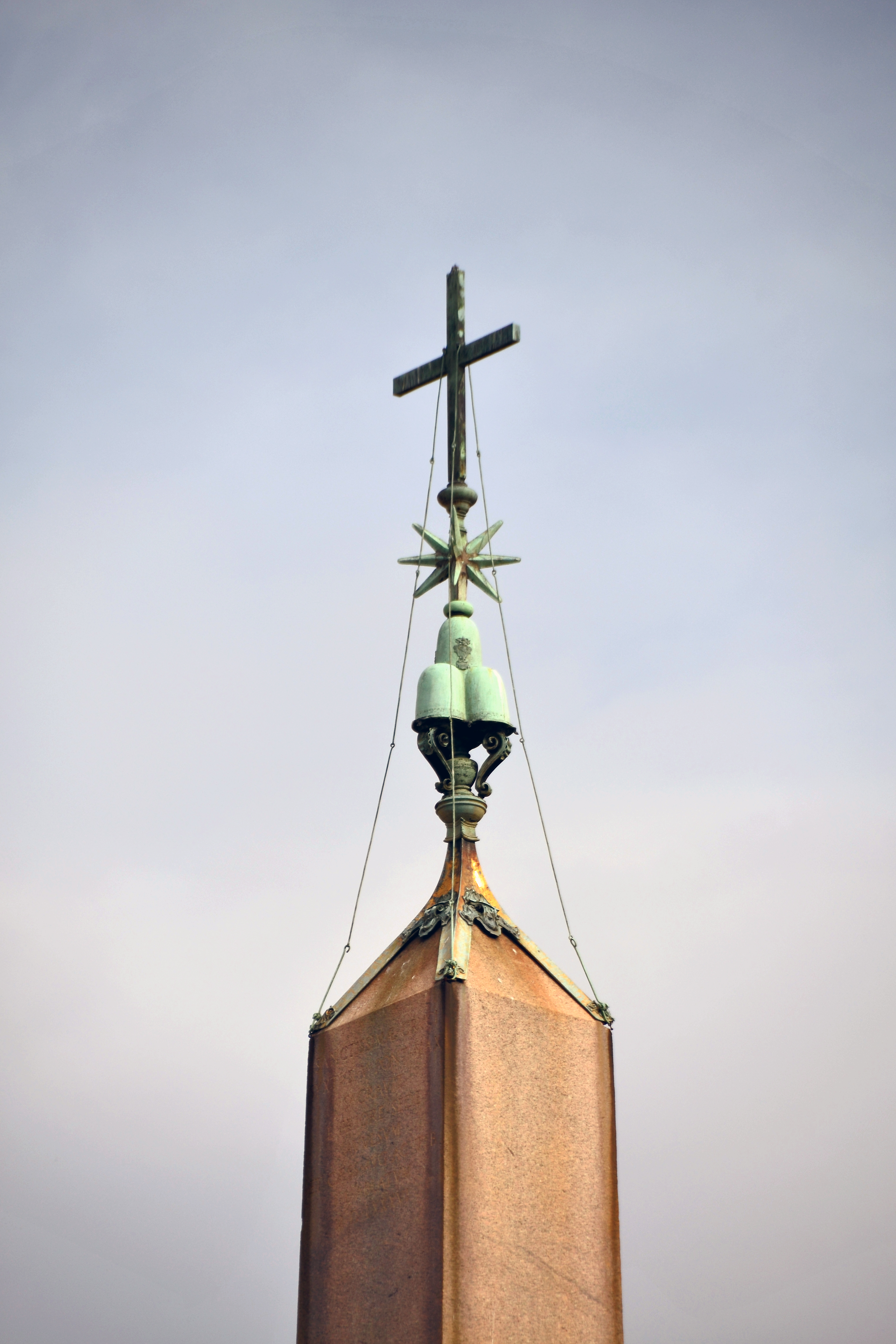
Spitze des Vatikanischen Obelisken seit 1586

Der Vatikanische Obelisk ist ein altägyptischer Obelisk, der heute auf dem Petersplatz vor dem Petersdom steht. Der Monolith aus Rosengranit misst mit Basis 33,31 m; ohne Basis gemessen (25,31 m) ist er der zweitgrößte Obelisk in Rom. Er wiegt 320 t und ist der einzige, der nicht mit Hieroglyphen versehen ist. Ursprünglich entstand der Obelisk wohl in der Zeit des altägyptischen Neuen Reiches (1550 bis 1070 v. Chr.) und wurde dann in der frühen Römischen Kaiserzeit nach Rom überführt. Seit 1586 befindet er sich dort an seinem heutigen Standort vor dem Petersdom.

## Geschichte
Gewöhnlich standen Obelisken paarweise vor Tempeln und Gräbern in Ägypten; der Vatikan-Obelisk war schon immer ein einzelner, zu dem es keinen zweiten gab.
Woher der Obelisk stammt, ist umstritten; während einige vermuten, er sei aus Heliopolis nach Rom gebracht worden, sind sich andere einig, er stamme aus Alexandria. Das Rätsel kann wohl nicht mehr gelöst werden – auch wenn sich Géza Alföldy in seinem Werk Der Obelisk auf dem Petersplatz in Rom. Ein historisches Monument der Antike, sehr genau mit den verschiedenen Hypothesen auseinandersetzt und diese erörtert, bleibt es bei Vermutungen.
Die Geschichte des Obelisken begann jedenfalls in Assuan, in den Steinbrüchen, wo auch viele der anderen ägyptischen Obelisken herausgeschlagen wurden. Aufgrund der fehlenden Widmung eines Pharaos ist es schwer, seine genaue Geschichte zu rekonstruieren. Dennoch lässt sich sein Weg nach Rom zu seinem heutigen Standort durch viele geschichtliche Rekonstruktionen nachbilden.

### Ägypten
Wie bei anderen altägyptischen Obelisken wird angenommen, dass der Obelisk des Petersplatzes in der Zeit des Neuen Reiches (1550 bis 1070 v. Chr. / 18. bis 20. Dynastie) hergestellt wurde. Aufgrund der fehlenden Hieroglyphen wird vermutet, dass der Obelisk unter dem damaligen Herrscher nicht fertiggestellt worden ist. Durch Forschungen und geschichtliche Ereignisse wird die Historie des großen Monolithen erst zur Römerzeit wieder greifbar.

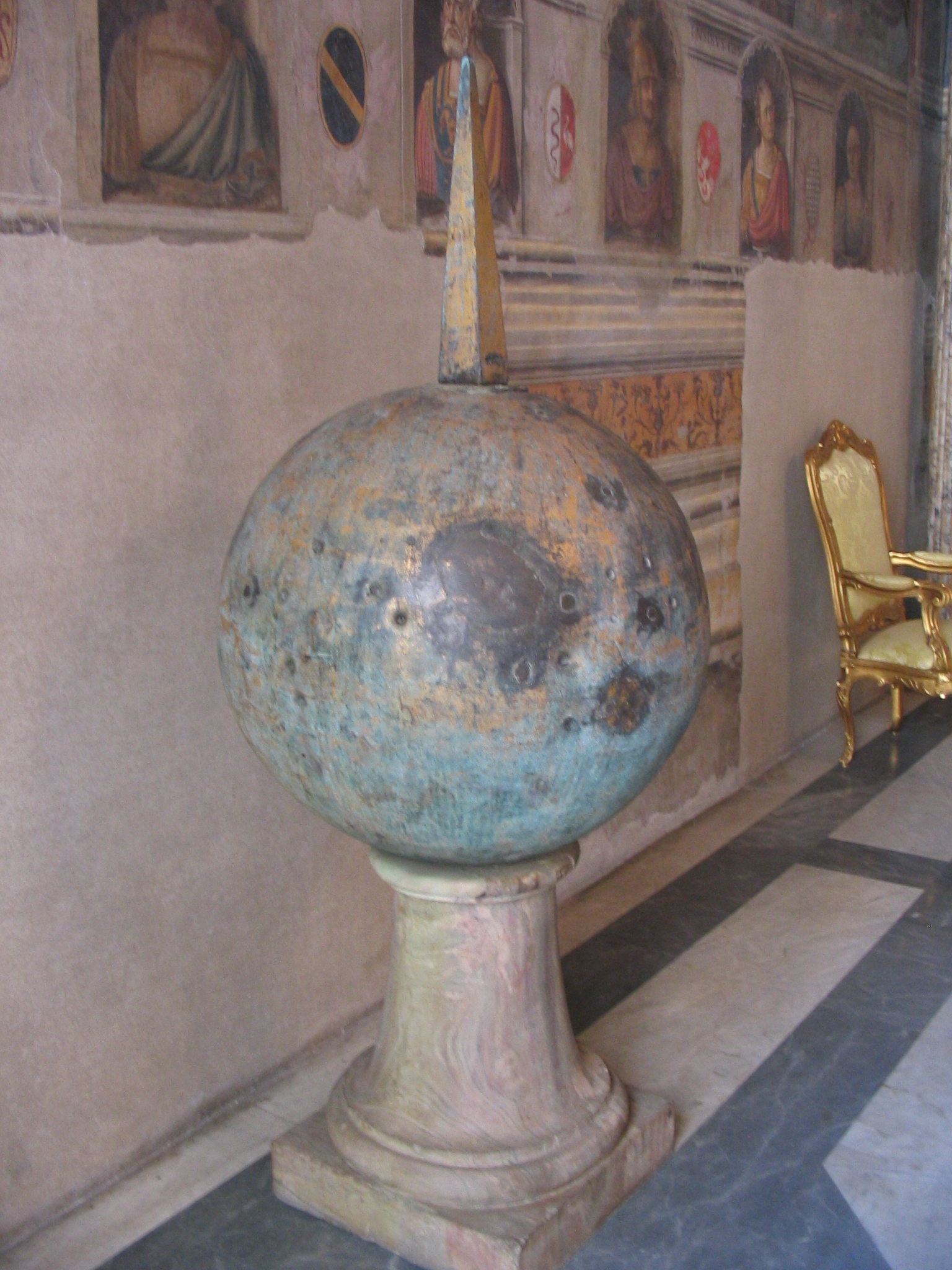
Spitze bis 1586

Um 30 v. Chr. wurde Ägypten von den Römern unter Kaiser Octavian (später als Augustus bekannt) eingenommen. Etwa 400 Jahre lang (30 v. Chr. bis 395 n. Chr.) war das Land dem römischen Kaiser unterstellt. In der Hauptstadt Ägyptens, Alexandria, entstand das Forum Iulium, ein Baukomplex, der auf ein Konzept Kleopatras zurückzuführen ist. Es wurde unter Kaiser Augustus fertiggestellt und Gaius Iulius Caesar gewidmet. Der angefangene Obelisk wurde in den Steinbrüchen fertiggestellt und von Gaius Cornelius Gallus, dem ersten römischen Präfekten von Ägypten unter Augustus, mitten auf dem Forumsplatz aufgestellt, wie eine später zerstörte, aber zu rekonstruierende Inschrift zeigt. Dort sollte der Koloss den Sieg über Ägypten repräsentieren. Durch den zentralen Standort auf dem Platz und der Bekrönung der Spitze mit einer Bronzekugel und einem Dorn wird angenommen, dass dieser als Gnomon, eine Sonnenuhr, gedient haben muss. Die Funktion und der Standort haben den Obelisken zum frühesten römischen Denkmal gemacht.
In der Regierungszeit von Tiberius wurde der Obelisk neu eingeweiht und bekam eine neue Weihinschrift. Etwa 70 Jahre lang stand der Obelisk auf dem Forum in Alexandria, bevor dieses zerstört wurde. Unter dem neuen Kaiser Caligula wurde das Denkmal im Jahre 37 n. Chr. nach Rom gebracht.

### Rom
Laut Alföldy gibt es „zwei einzigartige Vorteile“ für die Überführung des Obelisken nach Rom: Zum einen sei dieser der bisher größte nach Rom gebrachte Obelisk, und zum anderen war sein Standort in der Hafenstadt Alexandria gut geeignet, um den Transport nach Rom umzusetzen.

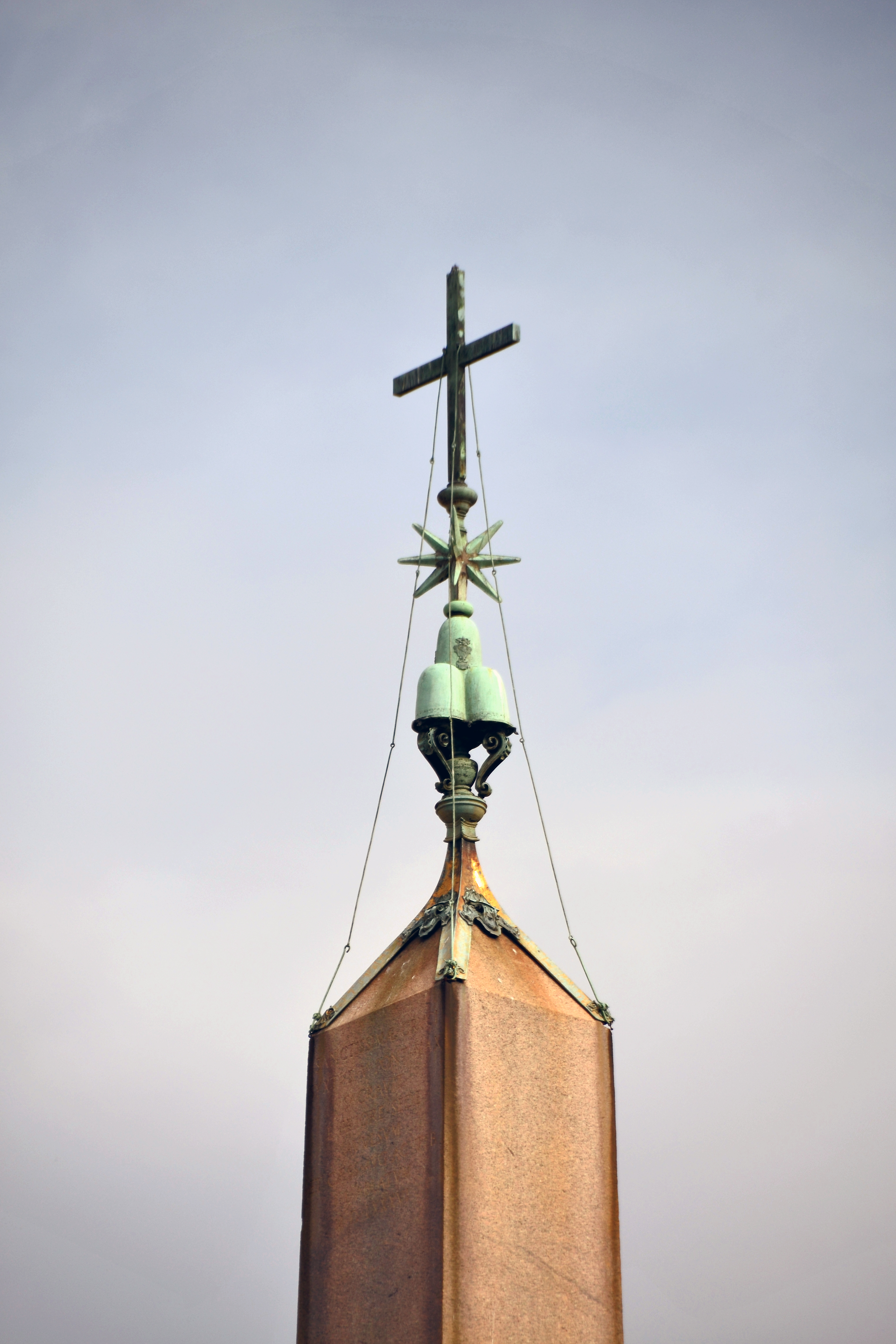
Spitze des Obelisken mit Papstwappen, Stern und Kreuz

Plinius berichtet in seinem Werk Naturalis historia, Caligula habe den Obelisken auf einem eigens dafür konstruierten Schiff nach Rom bringen lassen, welches „so lang wie die linke Seite des Hafens von Ostia“ gewesen sein soll. Auf dem Schiff wurden nicht nur der große Monolith transportiert, sondern auch dessen Basis, die Spitze und etwa 1000 t Linsen. Diese hatten eine praktische Funktion: Bei Seegang stabilisierten sie das Schiff und wirkten dem Umkippen entgegen. Die Ladung und das Schiff kamen ohne Komplikationen im Hafen von Ostia an, wo das Schiff längere Zeit lag und bestaunt werden konnte. Zur Regierungszeit von Kaiser Claudius wurde das Schiff versenkt und als Gründung genutzt. Darauf entstand ein Damm, um einen Leuchtturm darauf zu errichten. Vom Hafen machte sich der Obelisk mit Hilfe von 20.000 Menschen, die den Obelisken auf Rollen vorwärts bewegten, auf den Weg nach Rom. Um 38 n. Chr. wurde dieser im Circus Caligula (später Nero) mittig auf der Spina aufgestellt. Dieser Circus befand sich südlich des heutigen Petersdoms und wurde von diesem bzw. dem konstantinischen Vorgängerbau teilweise überbaut. Bis ins 16. Jahrhundert erzählte man sich, die bronzene Kugel auf der Spitze beherberge eine goldene Urne mit der Asche von Iulius Caesar; das Gegenteil wurde bewiesen, als man diese öffnete und nichts vorfand.

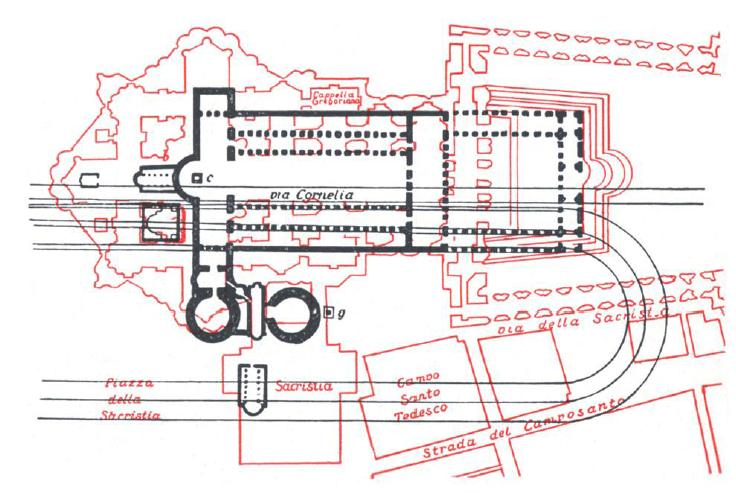
Plan des Circus und der Basilika

Trotz schwerer Brände und Erdbeben, die in den folgenden Jahrzehnten die Stadt heimsuchten und viele Obelisken zum Umfallen brachten, blieb der vatikanische Obelisk stehen – weswegen, ist bis heute nicht bekannt.
Im Jahre 324 n. Chr. wird nördlich des Obelisken auf den Ruinen des Circus die Basilika Alt-St. Peter errichtet. Erst über anderthalb Jahrtausende später, 1506, wird die Basilika abgetragen und der Bau des heutigen Petersdoms beginnt. Der Obelisk blieb all die Zeit unversehrt an dessen ursprünglichen Stelle stehen.
Bereits Papst Nikolaus V. und Papst Gregor XIII. zogen in Erwägung, den Obelisken auf den Petersplatz zu versetzen.
Papst Sixtus V., der in seiner Regierungszeit (1585–1590) Rom architektonisch prägte, veranlasste, den Obelisken von seinem südlichen Standort am vatikanischen Hügel des Petersdoms auf den Platz zur Hauptfassade zu versetzen. Er schrieb einen Wettbewerb aus: derjenige mit der „besten Lösung für die Durchführung“ würde die Leitung für die Umsetzung des Obelisken übernehmen. Es hatten sich „etwa 500 Mathematiker, Architekten, Ingenieure und […] Mönche“ aus Italien und Griechenland am Wettbewerb beteiligt. Keine der vorgestellten Lösungen war umsetzbar und zielführend, bis Domenico Fontana seine Umsetzung darstellte.

## Die Versetzung

Die Versetzung vom alten zum neuen Standort 1586

Unter allen Teilnehmern stach der Architekt Domenico Fontana heraus. Er legte nicht nur sein Vorhaben dar, sondern baute ein Modell seiner Idee nach. Er hatte vor, den Koloss an dessen Schwerpunkt zu befestigen, anzuheben und liegend zum neuen Standort zu transportieren.
Am 5. Oktober 1585 wurde Fontana der Auftrag vom Papst erteilt und die Vorbereitungen konnten beginnen. Sein Vorhaben hat Domenico Fontana, in seinem Buch “Della trasportatione dell' obelisco Vaticano e delle fabriche di Sisto V” (Rom, 1590) ausführlich erläutert. Es dauerte sieben Monate, bis alles durchgeplant und alle Entscheidungen getroffen worden waren. Insgesamt betrug die Entfernung vom alten zum neuen Standort 260 m, wobei eine Schwierigkeit das Ausgleichen des Gefälles von 8 m war. Fontana rechnete das Gewicht des Obelisken aus, um im nächsten Schritt in Erfahrung zu bringen, wie viel Material benötigt werden würde. Somit kam er auf eine Anzahl von 40 Göpeln, die gleiche Menge Flaschenzüge und Seile, sowie fünf Hebel aus 13 m langen Balken.
Um den Obelisken sollte ein großes Holzgerüst errichtet werden, um ihn dann mit Hilfe der Göpel und Flaschenzüge anzuheben, auf eine rollende Plattform zu legen und zum neuen Standort zu transportieren. Mit dem gleichen Gerüst würde er dann am neuen Platz wieder aufgestellt werden. Das Grundgerüst bestand aus acht Pfosten mit je vier Balken, diese waren miteinander verbunden und wurden durch 48 Streben umstellt und mit Eisenbolzen und Schließen gesichert. Die Schließen dienten zum leichten Auseinandernehmen des Gerüsts. Durch Seile wurde die Konstruktion im Erdreich verankert. Oben auf dem Gerüst wurden weitere fünf Balken montiert, woran die Flaschenzüge befestigt wurden. Der Obelisk selber wurde mit Binsenmatten bedeckt, um ihn vor Schäden zu schützen. An diesen befestigte man Eisenstäbe, deren Ende gebogen unter den Monolithen platziert wurden und der Stabilität dienten. Materialien und Obelisk zusammen wogen etwa 348 t.

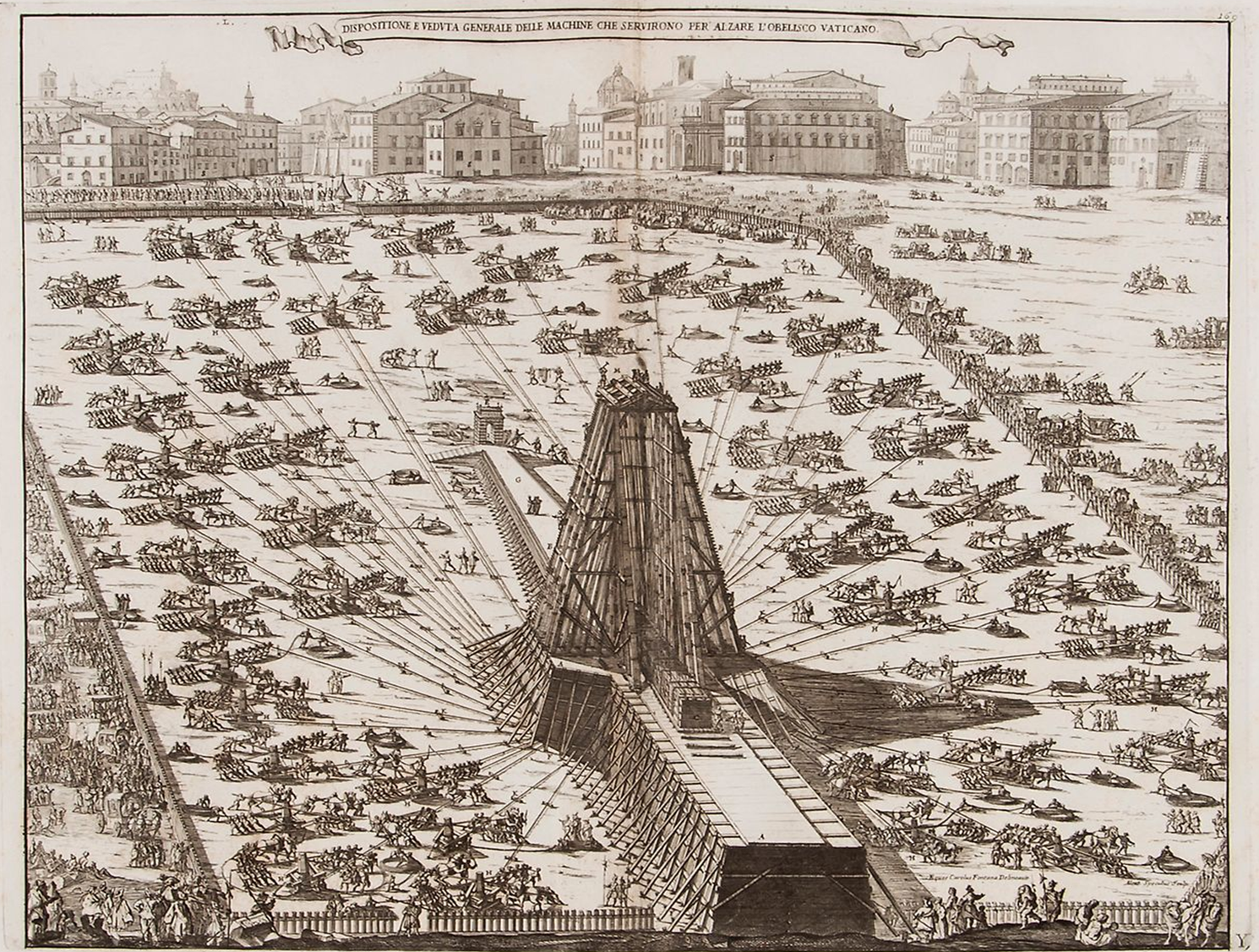
Darstellung der Aufrichtung des Vatikanischen Obelisken 1586, von Niccola Zabaglia 1743

Am 28. April 1586 konnten die ersten Seile durch Pferdekraft angezogen und der Obelisk in die Horizontale gebracht werden. Am 30. April wurde der Obelisk angehoben und löste sich von seinem Sockel, der stetig unterkeilt wurde, damit der Fortschritt nicht verloren ging. Nun war es an der Reihe, den Obelisken umzulegen; dafür wurden die Seile und Flaschenzüge anders angeordnet. Diese Vorbereitung dauerte acht Tage. Die Seile zogen, und der Obelisk wurde auf Walzen abgelegt. Nun wurde dieser ohne weitere Komplikationen auf den Walzen über den zum Ausgleich des Höhenunterschiedes gebauten Damm transportiert.
Weitere Vorbereitungen, wie das Umsetzen des Gerüstes und der Bau eines Sockels an dem neuen Standort nahmen weitere vier Monate in Anspruch. Zum Tag der Aufrichtung auf dem Petersplatz ernannte Papst Sixtus V. den 10. September 1586, welcher ein Mittwoch war, was als glückbringend galt. Die Spitze des Obelisken wurde durch Seile am oberen Teil des Gerüstes gesichert, während der Fuß durch Göpel, die auf der gegenüberliegenden Seite standen, aufgerichtet wurde. Die Seile stellten sicher, dass der Monolith immer senkrecht blieb. Die Aufrichtung des Obelisken dauert von Sonnenaufgang bis Sonnenuntergang und benötigte 52 Bewegungen der Göpel. In den folgenden Tagen wurde der Obelisk fertig aufgestellt, und die Befestigungen, Seile und Schnüre wurden entfernt. Der Vatikanische Obelisk war der erste, der in der Neuzeit in Rom aufgerichtet wurde. Für die Umsetzung und Vorarbeit wurden insgesamt 150 Pferde, 900 Männer und 47 Seilwinden benötigt.
Am 27. September wurde eine Prozession und Segnung des Obelisken unter Papst Sixtus V. durchgeführt. Der Obelisk stellte das “bindende[s] Element von Himmel und Erde” dar. Seine neue Spitze stellt das Wappen des Papstes dar. Darauf zu sehen sind ein Dreiberg, ein Stern und ein Kreuz, die für die Berge Israels, Maria und Christus stehen – ein Symbol für Größe, Macht und Glanz des Papsttums.

## Inschriften
Der Obelisk bekam nicht nur die neue Spitze, sondern auch eine neue Inschrift auf dem Sockel. Zu der Zeit, als der Obelisk noch in Alexandria stand, hatte der Sockel Inschriften auf der Ost- und Westseite. Doch nicht nur auf dem Sockel hatte der Obelisk Beschriftungen, früher in der Zeit auf dem Forumsplatz muss der Monolith schon eine Weihschrift getragen haben. F. Magi hat (“Le iscrizioni recentemente scoperte sull’obelisco vaticano”, 1963) die Dübellöcher, die in dem Obelisken zu finden sind, analysiert und die Schrift rekonstruiert. Im Gegensatz zu anderen Inschriften waren diese nicht in den Stein eingemeißelt, sondern wurden aus Bronze gegossen und durch aufgelötete Dübel in den Stein gesetzt. Durch das Hervorstehen kann angenommen werden, dass die Wirkung der Buchstaben verstärkt war. Es gab Probleme bei der Rekonstruktion, da die Dübellöcher nicht mehr alle vorhanden waren, die Anzahl und Stellen der Löcher selbst bei gleichen Buchstaben unterschiedlich sitzen und auch die Worttrennung nicht einfach nachzuvollziehen waren. Trotzdessen konnte er die Inschrift darstellen.
Die antike Weiheinschrift lautet:
| ISSU IMP CAESARI DIVI F    | Im Auftrag des Imperator Caesar, Sohn des Vergöttlichten,  |        |
| C CORNELIUS CN F GALLUS    | hat Gaius Cornelius Gallus, Sohn des Gnaeus,               |        |
| PRAEF FABR CAESARIS DIVI F | der praefectus fabrum des Caesar, Sohn des Vergöttlichten, |        |
| FORUM IULIUM FECIT         | das Forum Iulium errichtet                                 | [ 21 ] |

Gallus hat also auf Befehl Augustus den Obelisken beschriften lassen. Zeitlich ist dieses Ereignis zwischen 30 und 27 v. Chr. einzuordnen. Nach dem Tod Gallus‘ fielen die Buchstaben nach und nach ab. Sie zu erneuern war nicht vordringlich, denn zum einen war Gallus zum Staatsfeind geworden, und zum anderen wäre es zu große Mühe gewesen, diese Inschrift in 10 m Höhe zu reparieren, wenn dies nicht notwendig war. Nachdem auch Augustus gestorben war, wurde die Inschrift noch in Alexandria erneuert, diesmal allerdings eingemeißelt:
| DIVO CAESARI DIVI IULII F AUGUSTO | Dem vergöttlichten Caesar Augustus, Sohn des vergöttlichten Iulius,   |        |
| TI CAESARI DIVI AUGUSTI F AUGUSTO | (und) dem Tiberius Caesar Augustus, Sohn des vergöttlichten Augustus, |        |
| SACRUM                            | geweiht.                                                              | [ 23 ] |

Betrachtet man den Obelisken heute genauer, sind einige Stellen, an denen sowohl die ehemaligen Dübellöcher als auch die neueren Inschriften einmal waren, zu erkennen. Die Stellen wurden zum Teil geglättet und sind nicht mehr zu lesen.
Nachdem der Obelisk in Rom erfolgreich auf den Petersplatz versetzt worden war, wurden dem Sockel vier neue Inschriften hinzugefügt:

### Norden

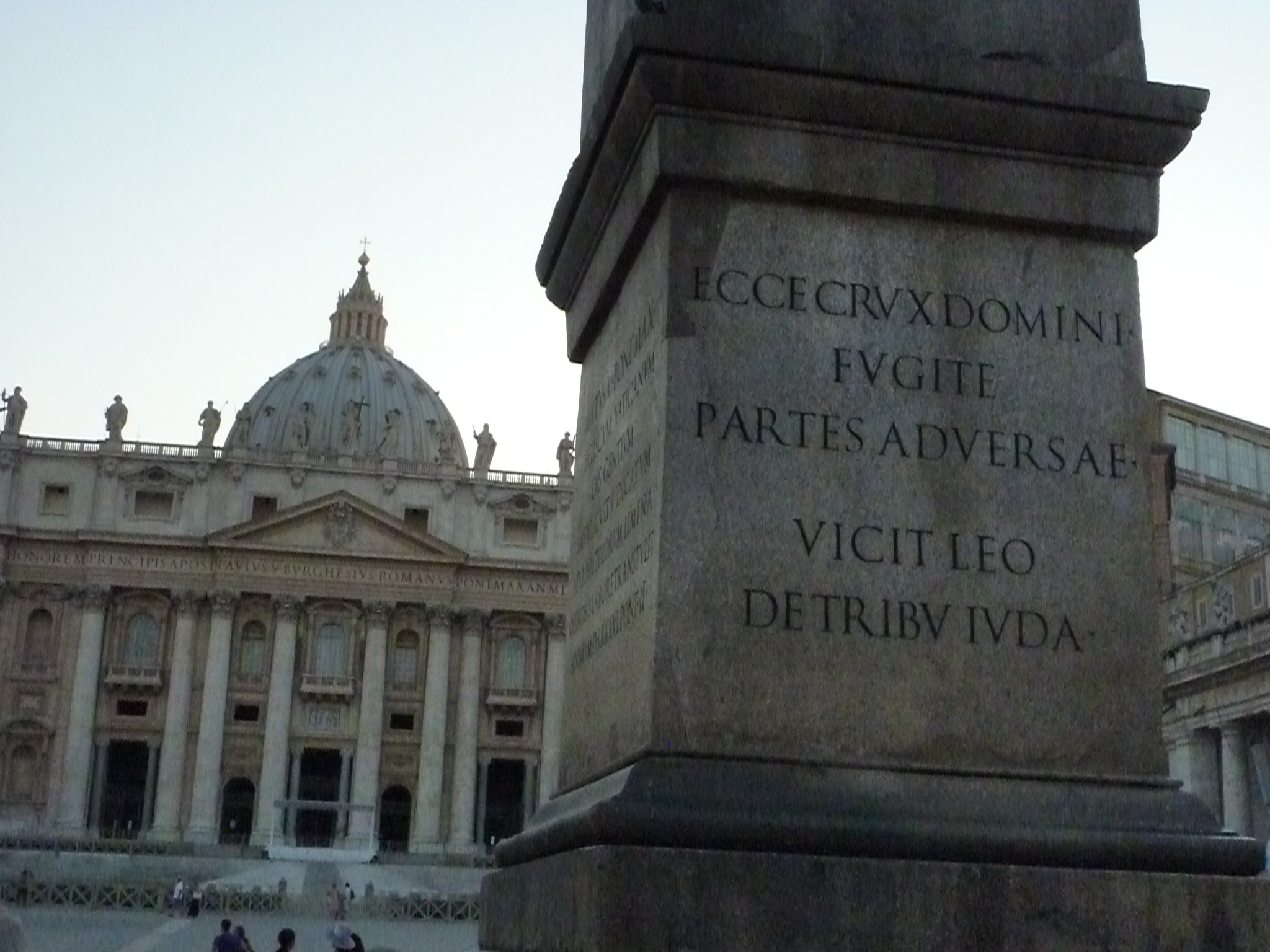
Sockel-Inschrift Osten

| Inschrift                | Versuch einer wörtlicheren Übersetzung      | Versuch einer freieren Übersetzung |
| SIXTUS V PONT MAX        | Papst Sixtus V.                             | |
| CRVCI INVICATE           | Ruft das Kreuz an                           | |
| OBELISCVM VATICANVM      | Der vatikanische Obelisk                    | |
| AB IMPERIA SVPERSTITIONE | von der Herrschaft des Irrglaubens          | Papst Sixtus V. ruft das Kreuz auf den vatikanischen Obelisken um ihn von der Herrschaft des Irrglaubens zu sühnen weiht er ihn gerecht und glücklich im Jahre 1586 dem zweiten seines Pontifikats. |
| EXPIATVM IVSTIVS         | um zu sühnen gerecht                        | |
| ET FELICIVS CONSECRAVIT  | und glücklich weiht er                      | |
| ANNO MDLXXXVI PONT II    | im Jahr 1586 dem zweiten seines Pontifikats | |

### Osten

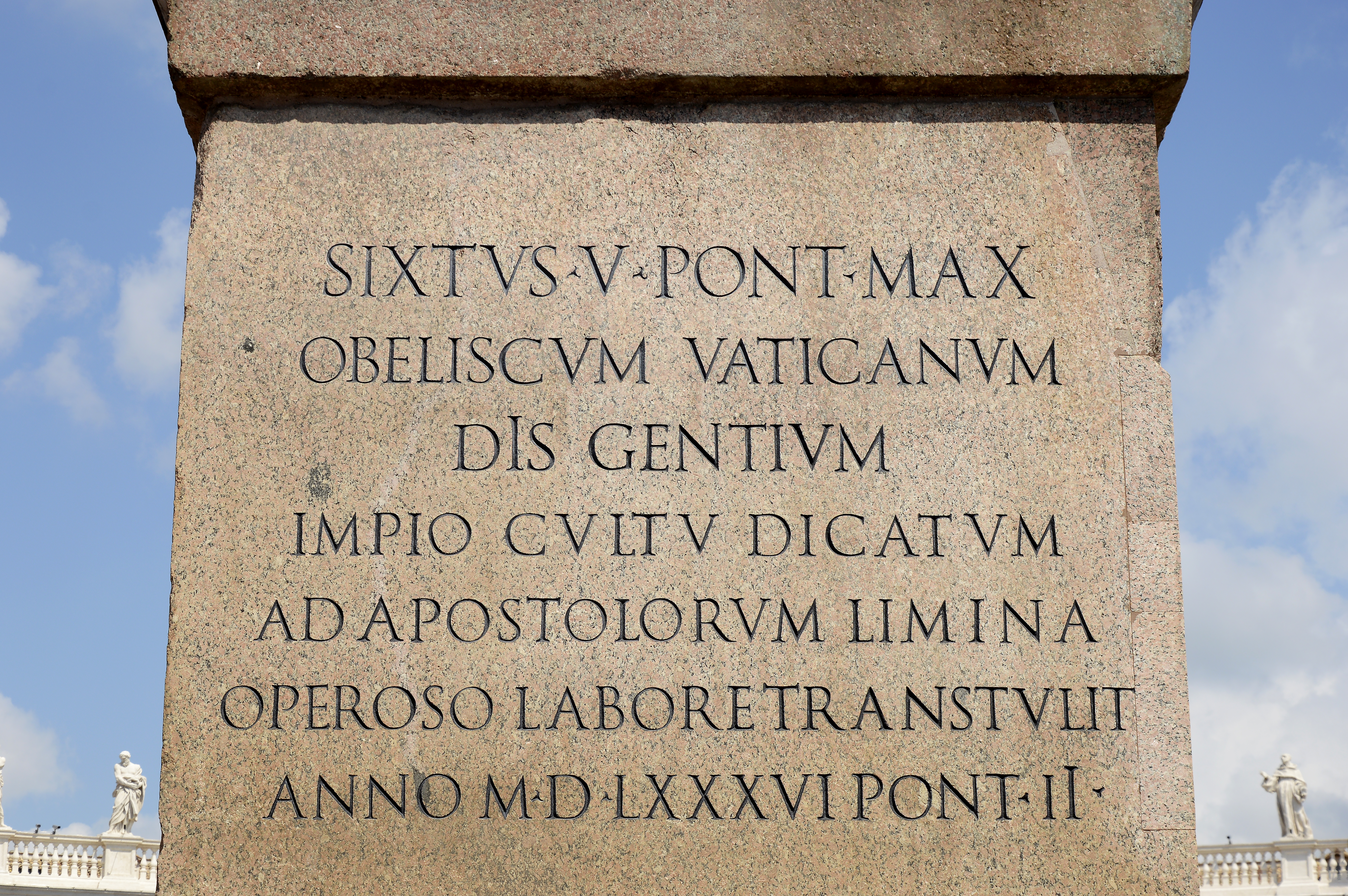
Sockel-Inschrift Süden

| ECCE CRVXDOMINI | Sieh das Kreuz des Herrn. |
| FVGITE          | Fliehet ihr               |
| PARTES ADVERSAE | feindlichen Mächte.       |
| VICIT LEO       | Es siegt der Löwe         |
| DETRIBV IVDA    | aus dem Stamme Juda       |

### Süden

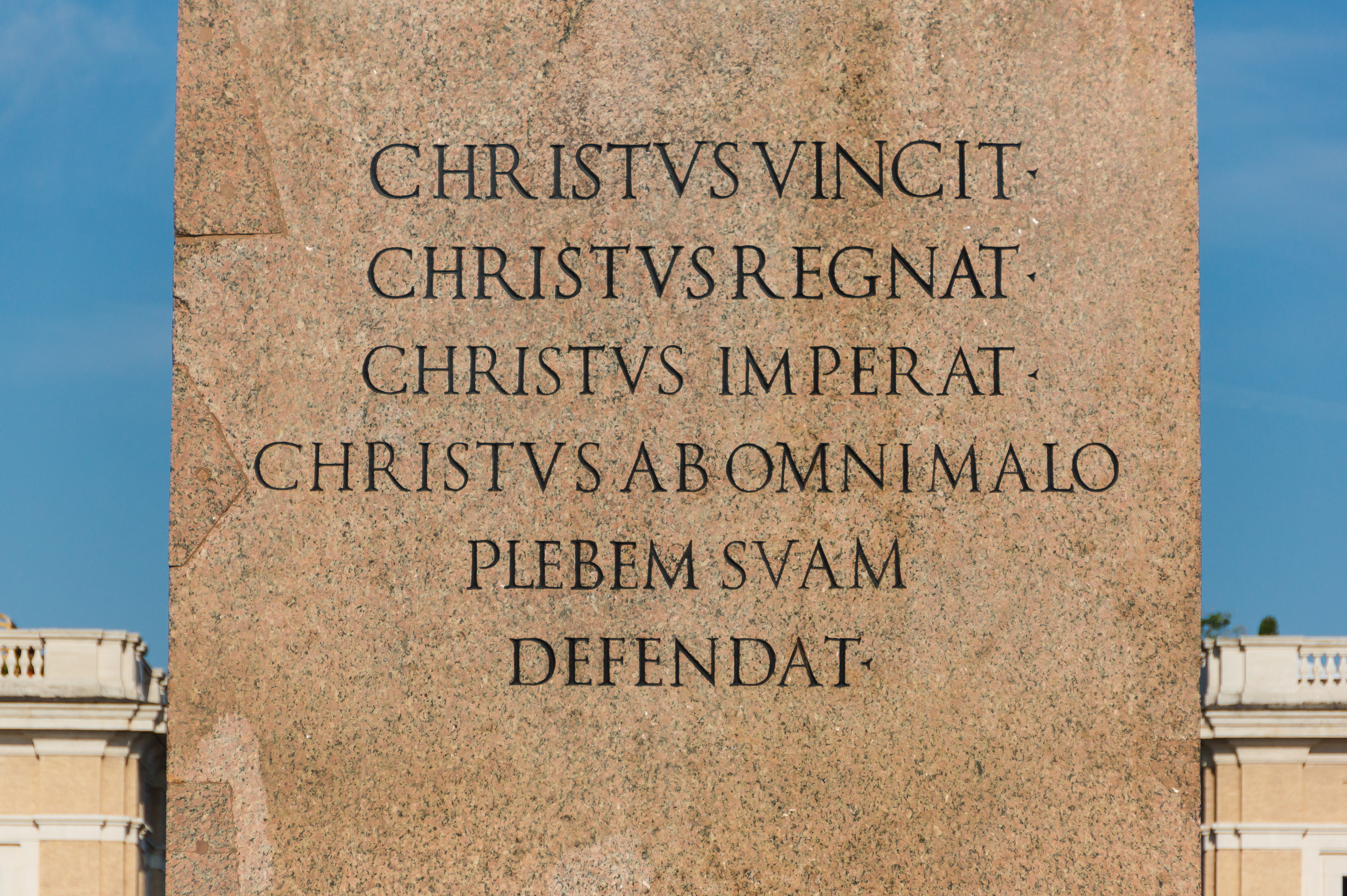
Sockel-Inschrift Westen

| SIXTUS V PONT MAX        | Papst Sixtus V. hat                           |
| OBELISCVM VATICANVM      | den vatikanischen Obelisken,                  |
| DIS GENTIVM              | der den Göttern der Heiden                    |
| IMPIO CVLTV DICATVM      | sündiger Gewohnheit geweiht war,              |
| AD APOSTOLRIVM LIMINA    | zu den Schwellen der Aposteln                 |
| OPEROSO LABORETRANSTVLIT | in mühsamer Arbeit herübergeschafft           |
| ANNO MDLXXXVI PONT II    | im Jahr 1586, dem zweiten seines Pontifikats. |

### Westen
| Inschrift           | wörtlichere Übersetzung | freiere Übersetzung                           |
| CHRISTVS VINCIT     | Christus siegt          | Christus siegt                                |
| CHRISTVS REGNAT     | Christus regiert        | Christus regiert                              |
| CHRISTVS IMPERAT    | Christus befiehlt       | Christus befiehlt                             |
| CHRISTVS ABOMNIMALO | Christus, vor Bösem     |                                               |
| PLEBEM SVAM         | sein Volk               | Christus verteidigt sein Volk vor allem Bösen |
| DEFENDAT;           | verteidigt er           |                                               |

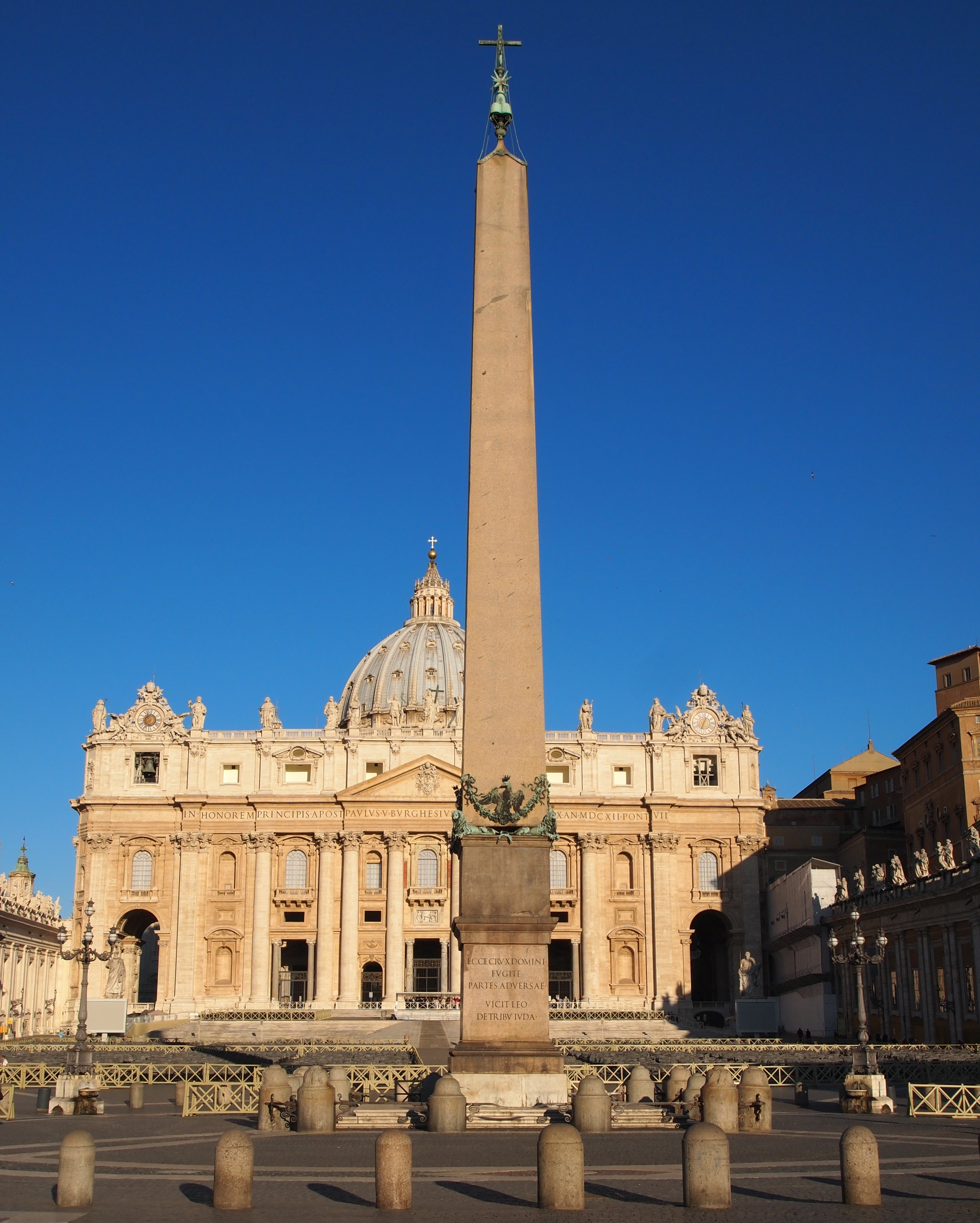
Der Obelisk versetzt vor dem Petersdom

Unter die Weihinschrift des Papstes hat Fontana selbst seine Signatur gesetzt:
| DOMINCVS FONTANA EX PAGO MILI  | Domenico Fontana aus dem Bezirk Melide |
| AGRI NOVO COMENSIS TRANSTVLIT& | im Gebiet von Neu-Como hat diesen      |
| ET EREXIT                      | hierhin gebracht und aufgerichtet      |

## Heute

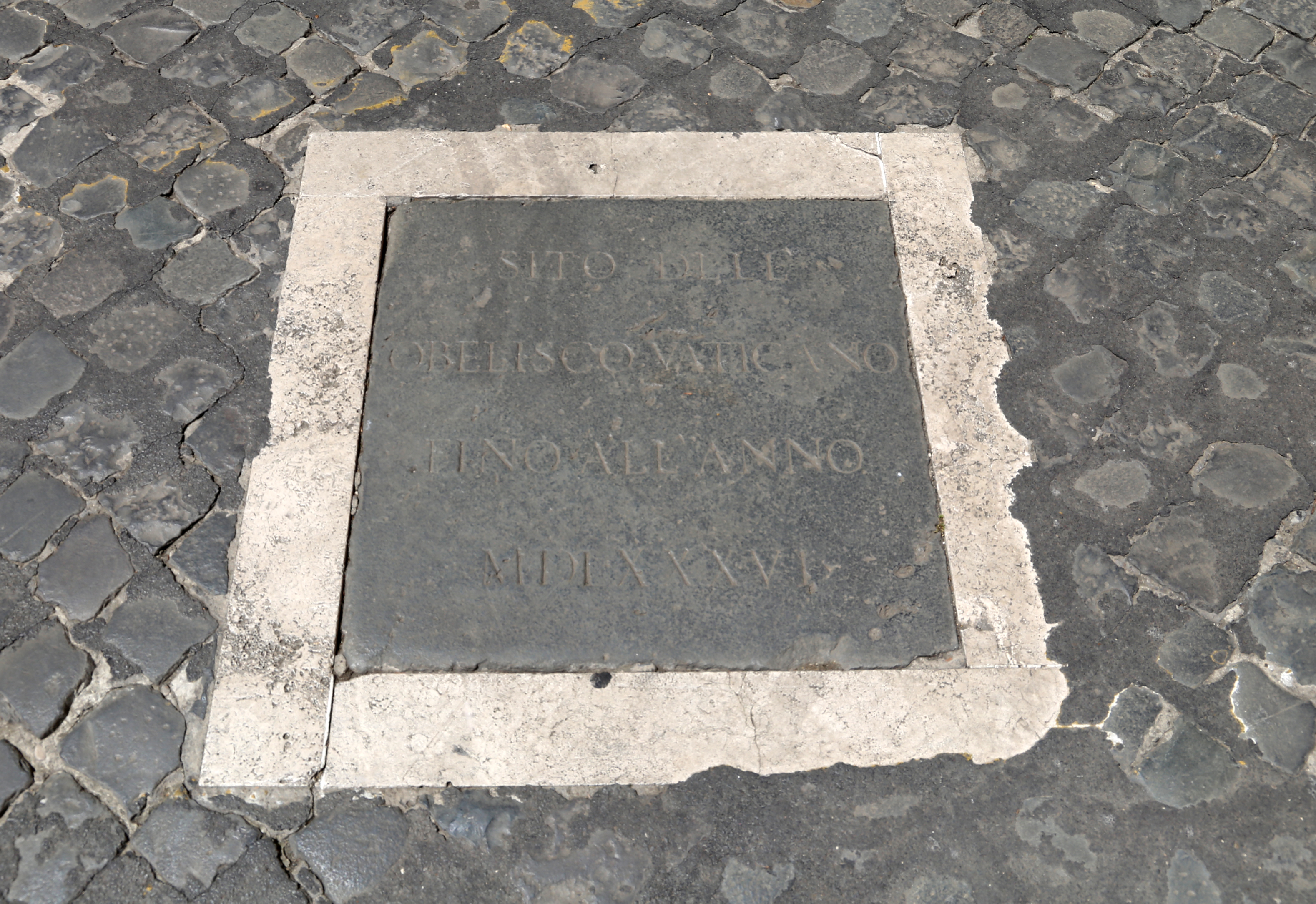
Marmortafel an dem alten Standort auf dem Circus

Mit dem Standort des Obelisken beschäftigte sich eine eigene Kongregation. Zu diesem Zeitpunkt hatte der Petersplatz noch sein mittelalterliches Aussehen, so dass weder die Kolonnaden Gian Lorenzo Berninis noch die Fassade Carlo Madernos als Anhaltspunkt genommen werden konnten. Möglich wäre aber eine Ausrichtung an der Längsachse der Kirche gewesen. Nachdem am 24. August 1586 an der vorgesehenen Stelle ein Modell errichtet worden war, stellte man den Obelisken schließlich 3,8 Meter nördlich der Längsachse auf. Die Frage nach dem Grund bleibt ungeklärt. Schon Bernini fiel auf, dass der Obelisk, die Fassade und die Kuppel in einer Linie stehen müssten. Wenn man heute von diesem Punkt schaut fällt auf, dass der Obelisk weiter nach rechts verschoben ist.
Seither wurde der Obelisk nicht noch einmal versetzt. Touristen, Pilger und Interessierte können den großen aus syenitischem Granit gehauenen Stein betrachten.
Auf dem alten Standort südlich der Basilika ist heute eine Marmortafel in den Boden gelassen und markiert die Stelle. „SITO DELL OBELISCO VATICANO FINO ALL ANNO MDLXXXVI“ – „Standort des Vatikanischen Obelisken bis zum Jahr 1586“.